# Тамара Елізабет Джерніган

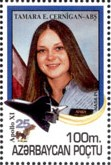
Тамара Джерніган на марці Азербайджану, 1995

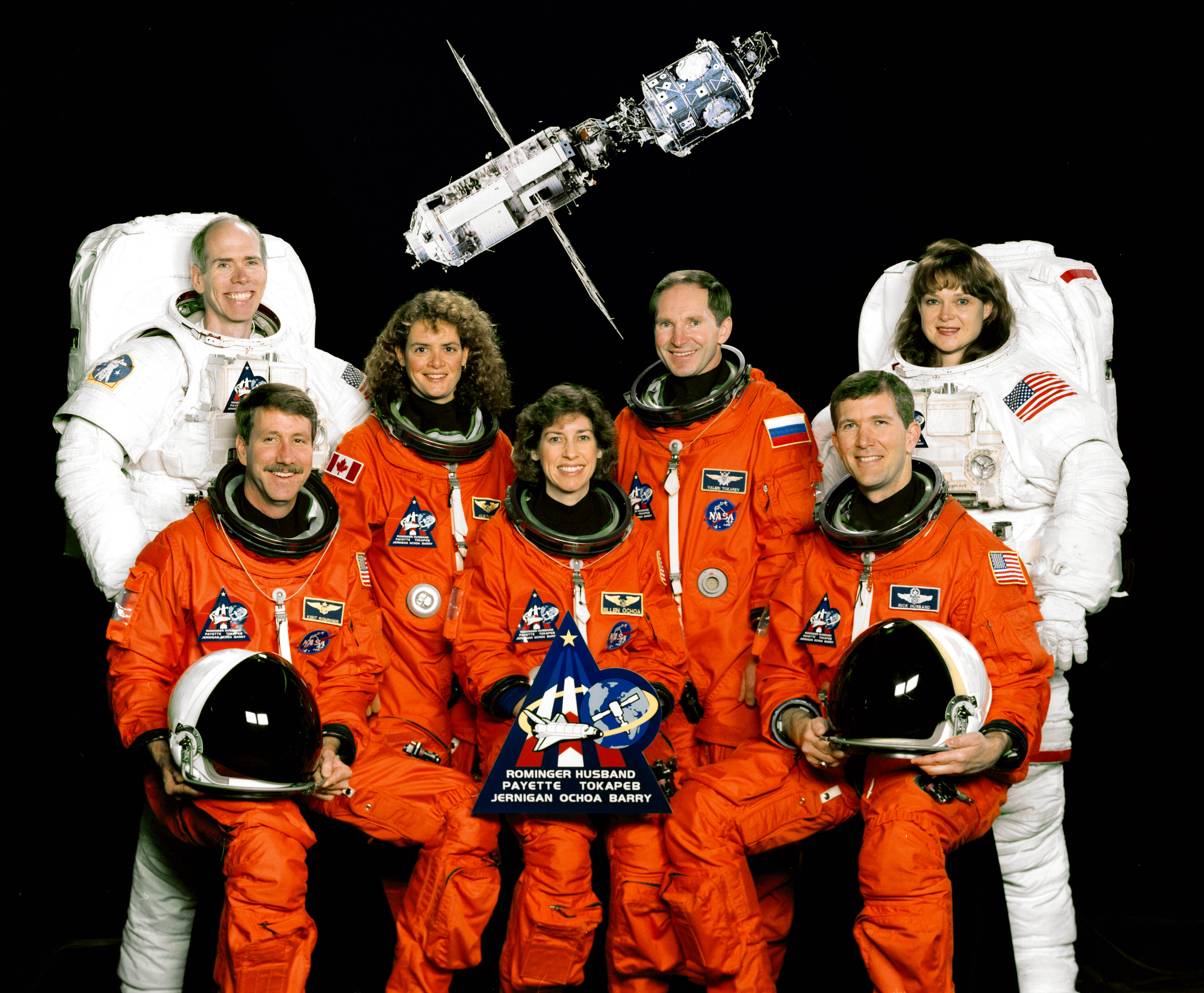
Екіпаж STS-96: Попереду (зліва направо): Кент Ромінгера, Еллен Очоа і Рік Хасбенд. Ззаду (зліва направо): Даніел Беррі, Джулі Пайетт, Валерій Токарєв і Тамара Джерніган

Тамара Елізабет «Теммі» Джерніган (англ. Tamara Elizabeth «Tammy» Jernigan; нар. 7 травня 1959, Чаттануга) — американська вчена та астронавтка НАСА, взяла участь у п'яти космічних польотах та провела близько 1512 годин в космосі.

## Біографія
Тамара Джерніган навчалась у середній школі Santa Fe в Санта-Фе-Спрінгс, Каліфорнія. Після закінчення в 1977 році вступила до Стенфордського університету, де здобула ступінь бакалавра з фізики (1981), а потім і магістра (1983) в області інженерних наук. З 1981 по 1985 рік вона займалася астрофізичними дослідженнями у відділенні Дослідницького центру імені Еймса.
Також отримала ступені магістра наук з астрономії в Університеті Каліфорнії в Берклі (1985) та доктора наук з космічної фізики та астрономії в Університеті Райса (1988).
У 1999 році одружилася з колишнім астронавтом НАСА Пітером Вайсоффом.
У вересні 2001 року Джерніган пішла з НАСА і приєдналася до Ліверморської національної лабораторії в Північній Каліфорнії.

## Кар'єра в НАСА
Тамара Джерніган долучилась до астронавтів НАСА у 1986 році. Взяла участь у п'яти космічних польотах в рамках програми Space Shuttle. Працювала керівницею з операцій обслуговування космічної станції у відділі астронавтів. Займалася також плануванням ВКД з інтеграції до складу станції МКС створеного в Італії наукового обладнання і модулів. Пішла із загону астронавтів і з НАСА у вересні 2001 року.

## Космічні місії Джерніган
- Місія STS-40 на Колумбії кілька разів відкладалася через різні дефекти космічного човна. Запуск нарешті відбувся 5 червня 1991; він був п'ятим Спейслеб, перший повністю присвячений науці про життя. Основним експериментом був «Спейслеб Природні Науки-1». З 18 досліджень десять із людьми, сім із гризунами й одне з медузами.
- Під час STS-52 італійський Лазерний геодинамічний супутник (LAGEOS) вимірював рухи земної кори.
- STS-67 був другим польотом астрообсерваторії з трьома ультрафіолетовими телескопами на борту. Політ тривав 16 днів і завершився посадкою 18 березня 1995 на базі ВПС Едвардс в Каліфорнії.
- STS-80: рейс з Німеччини астрономічної платформи Орфей-СПАС. Протягом двох тижнів платформа спостерігала зіркові об'єкти. Німецьке студентство змогло отримати доступ до платформи через Інтернет. Два виходи у відкритий космос (EVA) з Джерніган були скасовані через технічні проблеми. Найдовший політ шатла тривав майже 18 днів.
- STS-96 на 27 травня 1999 року Джерніган вилетіла з Діскавері до Міжнародної космічної станції. Чотири тони матеріалів і компонентів були доставлені на станцію. За 7 годині й 55 хвилин виходу у відкритий космос Джерніган і Даніель Баррі встановили два крани, необхідні для переміщення важких вантажів для розширення станції.

## Нагороди
Джерніган нагороджена двома медалями НАСА «За видатні заслуги» (NASA Distinguished Service Medal), медаллю НАСА «За видатне лідерство» (NASA Outstanding Leadership Medal), медаллю НАСА «За виняткові заслуги» (NASA Exceptional Service Medal) і п'ятьма медалями НАСА «За космічний політ» (NASA Space Flight Medal).